# Eugoides suturalis
Eugoides suturalis är en skalbaggsart som först beskrevs av Aurivillius 1913.  Eugoides suturalis ingår i släktet Eugoides och familjen långhorningar.
Artens utbredningsområde är Angola. Inga underarter finns listade i Catalogue of Life.